# آرکولا، میسوری
آرکولا (به انگلیسی: Arcola) یک روستا (ایالات متحده آمریکا) در ایالات متحده آمریکا است که در شهرستان دادی (میسوری) واقع شده است. آرکولا ۰٫۷۷ کیلومتر مربع مساحت و ۵۵ نفر جمعیت دارد و ۳۱۲ متر بالاتر از سطح دریا واقع شده است.